# Національна комісія з реабілітації (Україна)
Національна комісія з реабілітації — національна комісія в Україні, яка надає статус особам, постраждалим від репресій комуністичного тоталітарного режиму, статус реабілітованих або потерпілих від репресій. Створена при Українському інституті національної пам'яті.

## Історія
У травні 2018 року вступив у дію Закон України «Про внесення змін до деяких законодавчих актів України щодо вдосконалення процедури реабілітації жертв репресій комуністичного тоталітарного режиму 1917-1991 років».
Попередній закон «Про реабілітацію жертв політичних репресій на Україні», який було ухвалено ще в УРСР, не враховував прав людей, які постраждали через несправедливе засудження за політичними, класовими, соціальними та релігійними мотивами.
13 березня 2019 року наказом Українського інституту національної пам'яті призначено персональний склад Національної комісії з реабілітації. Це ключовий крок у створенні нової системи реабілітації жертв комуністичного тоталітарного режиму. Саме до Національної комісії, організаційно-технічну діяльність якої забезпечує Інститут, будуть надходити обґрунтовані висновки регіональних комісій з реабілітації для ухвалення рішення про реабілітацію.
За результатами подачі кандидатур відповідними державними органами та жеребкування представників серед громадськості та наукових установ, до складу Національної комісії увійшло семеро осіб:
- Мамалига Андрій Володимирович, представник Уповноваженого Верховної Ради України з прав людини з питань партнерства з інститутами громадянського суспільства;
- Солод Юрій Миколайович, заступник начальника управління координації пенсійних та соціально-гуманітарних питань – начальник відділу гуманітарної роботи Департаменту персоналу, організації освітньої та наукової діяльності Міністерства внутрішніх справ України;
- Когут Андрій Андрійович, директор Галузевого державного архіву Служби безпеки України;
- Зісельс Йосип Самойлович, представник Українського інституту національної пам'яті;
- Федюк Юрій Петрович, прокурор відділу забезпечення обвинувачення в регіонах управління підтримання обвинувачення в суді Департаменту підтримання обвинувачення та представництва інтересів держави в судах Генеральної прокуратури України;
- Бірчак Володимир Мирославович, представник Львівської міської громадської наукової організації «Центр досліджень визвольного руху»;
- Комаровський Ігор Леонідович, представник громадської організації «Одеський меморіал»;
- Мірошниченко Василь Миколайович, представник громадської організації «Київське товариство політв'язнів та репресованих».

Інститут делегував до складу комісії Йосифа Зісельса, відомого громадського діяча, дисидента та правозахисника, співпрезидента Асоціації єврейських організацій та общин (Ваад) України, виконавчого віце-президента Конгресу національних громад України.
18 липня 2019 року у Києві відбулося перше відкрите засідання Національної комісії з реабілітації, яка надає статус реабілітованих особам, постраждалим від політичних репресій комуністичного та тоталітарного режимів Україні.
Також наразі створені та працюють 18 регіональних комісій з реабілітації, в решті областей – на завершальній стадії створення. Ці комісії вже розпочали свою роботу і надіслали на розгляд Національної комісії перші обґрунтовані пропозиції щодо реабілітації осіб, постраждалих від політичних репресій в Україні. На перше засідання було винесено 51 справу, проте це лише початок, і таких справ у регіональних комісіях ще сотні.
18 вересня 2019 року розпочала роботу Регіональна комісія з реабілітації при Харківській обласній державній адміністрації.